# Larmena
El castillo de Larmena o Armena (en griego: Κάστρο των Αρμένων) fue un castillo medieval que estaba ubicado en una cumbre rocosa llamada Diakofti, sobre la ciudad de Estira en el sur de Eubea en Grecia.

## Nombre
Los bizantinos lo conocían como Armena, los francos como Larmena y los antiguos griegos como Akontion. Los lugareños lo conocían como Diakofti.

## Historia
En la primera mitad del siglo XIII, los francos construyeron un castillo en la colina, sobre los cimientos de una antigua fortificación y una acrópolis pelásgica.
En 1276 fue capturado por las fuerzas del caballero Licario, quien era un franco de Caristo al servicio del Imperio bizantino.
A comienzos del siglo XIV, el castillo fue capturado por el vicario general catalán del Ducado de Atenas Alfonso Fadrique, pero en 1365 sus herederos lo vendieron a los venecianos. Los otomanos la tomaron en 1470 y el castillo fue mantenido en uso durante algunos siglos. El castillo fue completamente abandonado alrededor del siglo XVII.